# 酷派集団
酷派集団（こくはしゅうだん）は、中華人民共和国広東省深圳市に本社を置く通信機器製造会社である。

## 歴史
1993年創業。

## 社名
酷は中国語の俗語で「Cool」を表すことがあり、悪い意味ではない。英語社名はCoolpad。